# کانا (ویرجینیا)
کانا (به انگلیسی: Cana) یک منطقهٔ مسکونی در ایالات متحده آمریکا است که در شهرستان کرول، ویرجینیا واقع شده‌است. کانا ۲۰٫۵ کیلومتر مربع مساحت و ۱٬۲۵۴ نفر جمعیت دارد و ۴۳۹ متر بالاتر از سطح دریا واقع شده‌است.